# Municipio de Miller (condado de Perry)
El municipio de Miller  (en inglés: Miller Township) es un municipio ubicado en el condado de Perry en el estado estadounidense de Pensilvania. En el año 2000 tenía una población de 953 habitantes y una densidad poblacional de 29 personas por km².

## Geografía
El municipio de Miller se encuentra ubicado en las coordenadas 40°28′00″N 77°03′59″O / 40.46667, -77.06639.

## Demografía
Según la Oficina del Censo en 2000 los ingresos medios por hogar en la localidad eran de $45,167 y los ingresos medios por familia eran $49,063. Los hombres tenían unos ingresos medios de $31,534 frente a los $25,341 para las mujeres. La renta per cápita para la localidad era de $16,978. Alrededor del 10,1% de la población estaban por debajo del umbral de pobreza.